# Tournoi de tennis de Paris (Masters)
Ne doit pas être confondu avec Tournoi de tennis de Paris.
Le tournoi de Paris est un tournoi de tennis masculin du circuit ATP, de catégorie Masters 1000, qui se déroule de 1986 à 2024 au Palais omnisports de Paris-Bercy (parrainé sous le nom d'Accor Arena) entre fin octobre et début novembre. À compter de l'édition 2025, le Rolex Paris Masters se jouera à Paris La Défense Arena.
Ce tournoi, disputé en salle, se jouait jusqu'en 2006 sur synthétique et ensuite sur dur. Il constitue le dernier tournoi majeur de la saison avant le Masters. Créée en 1986 en remplacement du tournoi de Paris qui s'est tenu jusqu'en 1982, cette épreuve fait partie depuis 1990 des Masters 1000, les neuf compétitions les plus importantes du circuit ATP après les quatre tournois du Grand Chelem et le Masters. Depuis 2009, c'est le seul des Masters 1000 à être disputé en intérieur.
Novak Djokovic détient le record de 7 titres remportés dans le tournoi, ainsi que le record de 3 succès consécutifs.

## Histoire
En octobre 1985, un an avant la création de l'Open de Paris-Bercy, le site accueille une épreuve d'exhibition qui voit la victoire de Henri Leconte sur Stefan Edberg (6-7, 3-0, ab.). Yannick Noah prend la 3e place aux dépens de John McEnroe (3-6, 6-4, 6-2).
Novak Djokovic est le seul joueur à avoir réussi à conserver son titre 2 fois. 5 joueurs l'ont défendu en finale sans succès (Becker, Forget, Sampras, Nalbandian et Ferrer).
Ilie Năstase (au tournoi précédent), Andre Agassi, Roger Federer et Novak Djokovic sont les quatre seuls joueurs à avoir remporté les deux tournois parisiens, Paris-Bercy et Roland-Garros. La même année qui plus est pour Ilie Năstase (1973), Andre Agassi (1999) et Novak Djokovic (2021 et 2023), ce dernier étant le seul à avoir réussi cet exploit par deux fois.
Trois Français ont remporté le titre : Guy Forget en 1991, Sébastien Grosjean en 2001 et Jo-Wilfried Tsonga en 2008.
En 2007, Jean-François Caujolle devient le directeur du tournoi. Il est remplacé en 2012 par Guy Forget. Depuis 2022, le directeur du tournoi est Cédric Pioline, déjà co-directeur de 2003 à 2009.

## Surface de jeu et courts

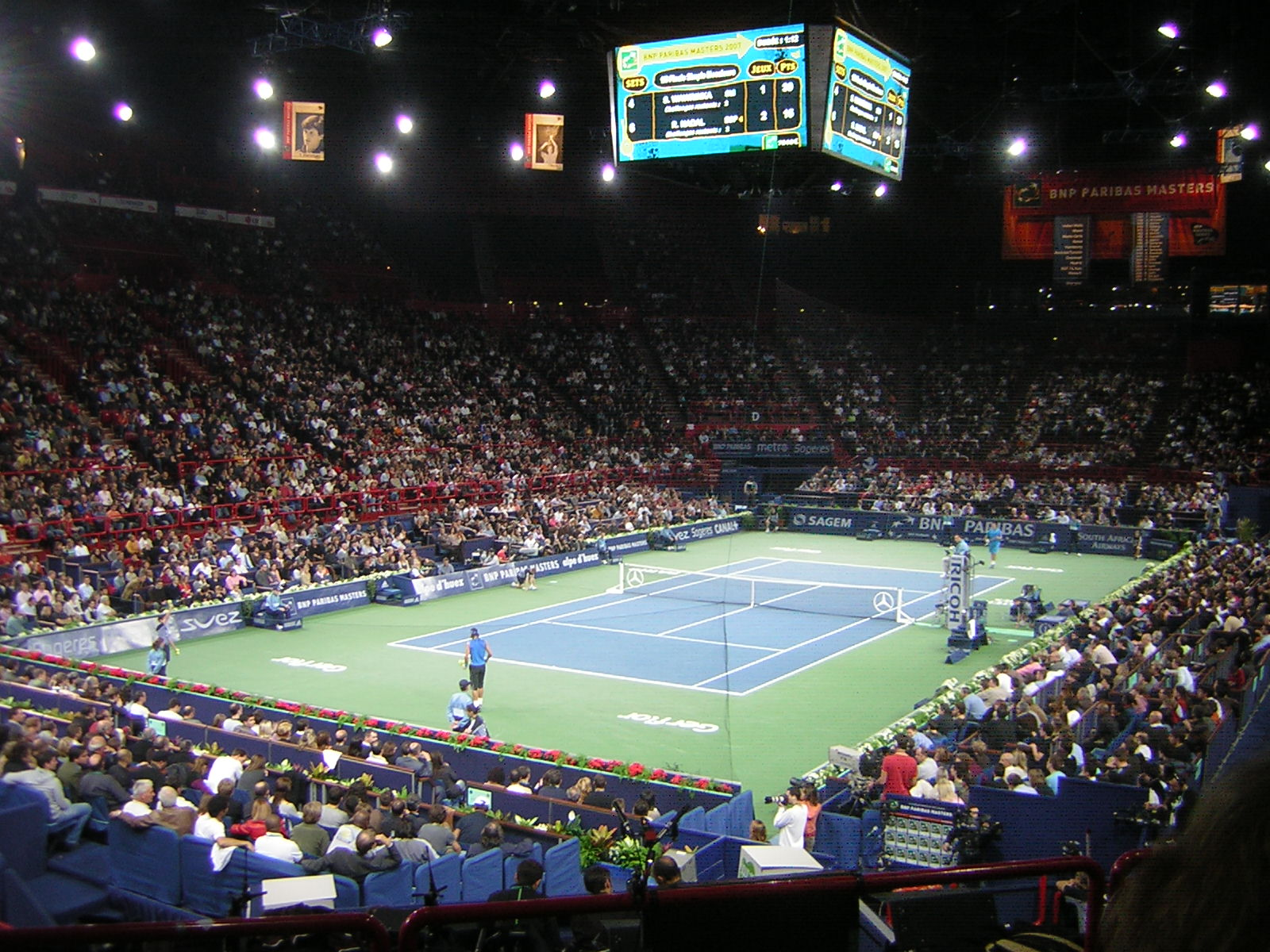
L'intérieur du Palais omnisports de Paris-Bercy en 2007.

Jusqu'en 2006, le tournoi de Paris se jouait sur une surface de type moquette Taraflex (une surface de catégorie 5 selon l'ITF, la catégorie la plus rapide). Jugée trop dangereuse, cette surface est finalement remplacée par un revêtement en dur acrylique. Depuis lors, le tournoi est joué sur une surface en dur Greenset. Cette surface de type résine sur bois est classé en catégorie 4 par l'ITF sur son échelle de rapidité qui compte cinq catégories. Cela la classe parmi les surfaces de type intermédiaire rapide. Cette surface peut voir sa rapidité modifiée selon les volontés des organisateurs. De façon plus générale, la surface de Paris-Bercy fait souvent l'objet de modifications importantes selon les années ce qui provoque parfois le mécontentement des joueurs,.
Depuis sa création, le Masters de Paris-Bercy se joue dans l'enceinte du Palais omnisports de Paris-Bercy, renommé AccorHotels Arena en 2015. Cette enceinte polyvalente est dotée d'une capacité de 15 300 places dans sa configuration tennis. Ainsi, c'est le seul tournoi parmi les Masters 1000 qui ne se joue pas dans un stade de tennis, soit un ensemble permanent de court, le stade Roland-Garros étant réservé pour les Internationaux plus tôt dans l'année. Cela explique la faiblesse des courts annexes, les plus petits des Masters 1000. Le court no 1 est établi dans la patinoire Sonja-Henie avec une capacité de six cents places, le court no 2 dans la salle Marcel-Cerdan encore plus petit, et les courts d'entrainement, sous une structure temporaire à l'extérieur du site et qui se trouvaient auparavant au ministère des finances voisin), sont assez décriés par plusieurs joueurs même si certains vantent leurs ambiances intimistes.
Fin 2023, la FFT réfléchit à un déménagement du tournoi à La Défense Arena de Nanterre en 2025. Ce déménagement est officialisé en janvier 2024. La location du site est prévue pour 10 ans. Ce changement permet de disposer à Nanterre de cinq courts dont un central de 16 000 places. Gilles Moretton, président de la FFT, justifie ce changement par « l'évolution des contraintes » voulue par l'ATP, qui sans évolution aurait pu remettre en cause le statut de Masters 1000 du tournoi parisien.
Fin 2020, en pleine pandémie de Covid-19, le tournoi se dispute pour la première fois de son histoire à huis clos du 31 octobre au 8 novembre.

## Symboles

### Trophée
De 1991 à 2006 et depuis 2012, le trophée est un arbre en métal dit L'Arbre de Fanti, conçu par l'artiste Lucio Fanti. Chaque branche de l'arbre fait référence au tableau de progression du tournoi, avec les noms de chaque joueur qui sont gravés, le nom du gagnant étant au tronc. 
De 1986 à 1990, la coupe était Le Trophée Poirier, un bronze conçu par Anne et Patrick Poirier. De 2007 à 2011, était remis Le Filet du Temps, une sculpture arabesque en bronze de Jean-Pierre Rives,.

### Identité visuelle

Logo de 2003 à 2014
Logo de 2015 à 2016
Logo depuis 2017

## Palmarès

### Simple

#### Champions les plus titrés
| Joueur         | Titres | Premier | Dernier |
| Novak Djokovic | 7      | 2009    | 2023    |
| Boris Becker   | 3      | 1986    | 1992    |
| Marat Safin    | 3      | 2000    | 2004    |
| Pete Sampras   | 2      | 1995    | 1997    |
| Andre Agassi   | 2      | 1994    | 1999    |

#### Palmarès par édition
| No | Date       | Nom et lieu du tournoi        | Catégorie              | Dotation    | Surface         | Vainqueur          | Finaliste           | Score                     |         |
| -- | ---------- | ----------------------------- | ---------------------- | ----------- | --------------- | ------------------ | ------------------- | ------------------------- | ------- |
| 1  | 27-10-1986 | Open de Paris-Bercy, Paris    | GP World Series        | 500 000 $   | Moquette (int.) | Boris Becker       | Sergio Casal        | 6-4, 6-3, 7-6             |         |
| 2  | 02-11-1987 | Open de Paris-Bercy, Paris    | GP World Series        | 700 000 $   | Moquette (int.) | Tim Mayotte        | Brad Gilbert        | 2-6, 6-3, 7-5, 6-7, 6-3   |         |
| 3  | 24-10-1988 | Open de Paris-Bercy, Paris    | GP World Series        | 810 000 $   | Moquette (int.) | Amos Mansdorf      | Brad Gilbert        | 6-3, 6-2, 6-3             |         |
| 4  | 30-10-1989 | Open de Paris-Bercy, Paris    | Championship Series    | 1 000 000 $ | Moquette (int.) | Boris Becker       | Stefan Edberg       | 6-4, 6-3, 6-3             |         |
| 5  | 29-10-1990 | Open de Paris-Bercy, Paris    | Championship Series SW | 1 650 000 $ | Moquette (int.) | Stefan Edberg      | Boris Becker        | 3-3, ab.                  |         |
| 6  | 28-10-1991 | Open de Paris-Bercy, Paris    | Championship Series SW | 1 650 000 $ | Moquette (int.) | Guy Forget         | Pete Sampras        | 7-69, 4-6, 5-7, 6-4, 6-4  |         |
| 7  | 02-11-1992 | Open de Paris-Bercy, Paris    | Championship Series SW | 1 815 000 $ | Moquette (int.) | Boris Becker       | Guy Forget          | 7-63, 6-3, 3-6, 6-3       |         |
| 8  | 01-11-1993 | Open de Paris-Bercy, Paris    | Super 9                | 1 915 000 $ | Moquette (int.) | Goran Ivanišević   | Andreï Medvedev     | 6-4, 6-2, 7-62            |         |
| 9  | 31-10-1994 | Open de Paris-Bercy, Paris    | Super 9                | 2 000 000 $ | Moquette (int.) | Andre Agassi       | Marc Rosset         | 6-3, 6-3, 4-6, 7-5        |         |
| 10 | 30-10-1995 | Open de Paris-Bercy, Paris    | Super 9                | 2 000 000 $ | Moquette (int.) | Pete Sampras       | Boris Becker        | 7-5, 6-4, 6-4             |         |
| 11 | 28-10-1996 | Open de Paris-Bercy, Paris    | Super 9                | 2 300 000 $ | Moquette (int.) | Thomas Enqvist     | Ievgueni Kafelnikov | 6-2, 6-4, 7-5             |         |
| 12 | 27-10-1997 | Open de Paris-Bercy, Paris    | Super 9                | 2 300 000 $ | Moquette (int.) | Pete Sampras       | Jonas Björkman      | 6-3, 4-6, 6-3, 6-1        |         |
| 13 | 02-11-1998 | Open de Paris-Bercy, Paris    | Super 9                | 2 300 000 $ | Moquette (int.) | Greg Rusedski      | Pete Sampras        | 6-4, 7-64, 6-3            | Tableau |
| 14 | 01-11-1999 | Open de Paris-Bercy, Paris    | Super 9                | 2 300 000 $ | Moquette (int.) | Andre Agassi       | Marat Safin         | 7-61, 6-2, 4-6, 6-4       | Tableau |
| 15 | 13-11-2000 | Masters de Paris-Bercy, Paris | Masters Series         | 2 450 000 $ | Moquette (int.) | Marat Safin        | Mark Philippoussis  | 3-6, 7-67, 6-4, 3-6, 7-68 | Tableau |
| 16 | 29-10-2001 | BNP Paribas Masters, Paris    | Masters Series         | 2 450 000 $ | Moquette (int.) | Sébastien Grosjean | Ievgueni Kafelnikov | 7-63, 6-1, 65-7, 6-4      | Tableau |
| 17 | 28-10-2002 | BNP Paribas Masters, Paris    | Masters Series         | 2 328 000 $ | Moquette (int.) | Marat Safin        | Lleyton Hewitt      | 7-64, 6-0, 6-4            | Tableau |
| 18 | 27-10-2003 | BNP Paribas Masters, Paris    | Masters Series         | 2 200 000 $ | Moquette (int.) | Tim Henman         | Andrei Pavel        | 6-2, 7-66, 7-62           | Tableau |
| 19 | 01-11-2004 | BNP Paribas Masters, Paris    | Masters Series         | 2 200 000 $ | Moquette (int.) | Marat Safin        | Radek Štěpánek      | 6-3, 7-65, 6-3            | Tableau |
| 20 | 31-10-2005 | BNP Paribas Masters, Paris    | Masters Series         | 2 200 000 $ | Moquette (int.) | Tomáš Berdych      | Ivan Ljubičić       | 6-3, 6-4, 3-6, 4-6, 6-4   | Tableau |
| 21 | 30-10-2006 | BNP Paribas Masters, Paris    | Masters Series         | 2 200 000 $ | Moquette (int.) | Nikolay Davydenko  | Dominik Hrbatý      | 6-1, 6-2, 6-2             | Tableau |
| 22 | 29-10-2007 | BNP Paribas Masters, Paris    | Masters Series         | 2 200 000 $ | Dur (int.)      | David Nalbandian   | Rafael Nadal        | 6-4, 6-0                  | Tableau |
| 23 | 27-10-2008 | BNP Paribas Masters, Paris    | Masters Series         | 2 420 000 $ | Dur (int.)      | Jo-Wilfried Tsonga | David Nalbandian    | 6-3, 4-6, 6-4             | Tableau |
| 24 | 09-11-2009 | BNP Paribas Masters, Paris    | Masters 1000           | 2 227 500 € | Dur (int.)      | Novak Djokovic     | Gaël Monfils        | 6-2, 5-7, 7-63            | Tableau |
| 25 | 08-11-2010 | BNP Paribas Masters, Paris    | Masters 1000           | 2 227 500 € | Dur (int.)      | Robin Söderling    | Gaël Monfils        | 6-1, 7-61                 | Tableau |
| 26 | 07-11-2011 | BNP Paribas Masters, Paris    | Masters 1000           | 2 227 500 € | Dur (int.)      | Roger Federer      | Jo-Wilfried Tsonga  | 6-1, 7-63                 | Tableau |
| 27 | 29-10-2012 | BNP Paribas Masters, Paris    | Masters 1000           | 2 427 975 € | Dur (int.)      | David Ferrer       | Jerzy Janowicz      | 6-4, 6-3                  | Tableau |
| 28 | 28-10-2013 | BNP Paribas Masters, Paris    | Masters 1000           | 2 646 495 € | Dur (int.)      | Novak Djokovic     | David Ferrer        | 7-5, 7-5                  | Tableau |
| 29 | 27-10-2014 | BNP Paribas Masters, Paris    | Masters 1000           | 2 884 675 € | Dur (int.)      | Novak Djokovic     | Milos Raonic        | 6-2, 6-3                  | Tableau |
| 30 | 02-11-2015 | BNP Paribas Masters, Paris    | Masters 1000           | 3 288 530 € | Dur (int.)      | Novak Djokovic     | Andy Murray         | 6-2, 6-4                  | Tableau |
| 31 | 31-10-2016 | BNP Paribas Masters, Paris    | Masters 1000           | 3 748 925 € | Dur (int.)      | Andy Murray        | John Isner          | 6-3, 64-7, 6-4            | Tableau |
| 32 | 30-10-2017 | Rolex Paris Masters, Paris    | Masters 1000           | 4 273 775 € | Dur (int.)      | Jack Sock          | Filip Krajinović    | 5-7, 6-4, 6-1             | Tableau |
| 33 | 29-10-2018 | Rolex Paris Masters, Paris    | Masters 1000           | 4 872 105 € | Dur (int.)      | Karen Khachanov    | Novak Djokovic      | 7-5, 6-4                  | Tableau |
| 34 | 28-10-2019 | Rolex Paris Masters, Paris    | Masters 1000           | 5 207 405 € | Dur (int.)      | Novak Djokovic     | Denis Shapovalov    | 6-3, 6-4                  | Tableau |
| 35 | 02-11-2020 | Rolex Paris Masters, Paris    | Masters 1000           | 3 343 725 € | Dur (int.)      | Daniil Medvedev    | Alexander Zverev    | 5-7, 6-4, 6-1             | Tableau |
| 36 | 01-11-2021 | Rolex Paris Masters, Paris    | Masters 1000           | 2 603 700 € | Dur (int.)      | Novak Djokovic     | Daniil Medvedev     | 4-6, 6-3, 6-3             | Tableau |
| 37 | 31-10-2022 | Rolex Paris Masters, Paris    | Masters 1000           | 5 415 410 € | Dur (int.)      | Holger Rune        | Novak Djokovic      | 3-6, 6-3, 7-5             | Tableau |
| 38 | 30-10-2023 | Rolex Paris Masters, Paris    | Masters 1000           | 5 779 335 € | Dur (int.)      | Novak Djokovic     | Grigor Dimitrov     | 6-4, 6-3                  | Tableau |
| 39 | 28-10-2024 | Rolex Paris Masters, Paris    | Masters 1000           | 5 950 575 € | Dur (int.)      | Alexander Zverev   | Ugo Humbert         | 6-2, 6-2                  | Tableau |

### Double
| No | Date       | Nom et lieu du tournoi        | Catégorie              | Dotation    | Surface         | Vainqueurs                               | Finalistes                             | Score              |         |
| -- | ---------- | ----------------------------- | ---------------------- | ----------- | --------------- | ---------------------------------------- | -------------------------------------- | ------------------ | ------- |
| 1  | 27-10-1986 | Open de Paris-Bercy, Paris    | GP World Series        | 500 000 $   | Moquette (int.) | Peter Fleming John McEnroe               | Mansour Bahrami Diego Pérez            | 6-3, 6-2           |         |
| 2  | 02-11-1987 | Open de Paris-Bercy, Paris    | GP World Series        | 700 000 $   | Moquette (int.) | Jakob Hlasek Claudio Mezzadri            | Scott Davis David Pate                 | 7-6, 6-2           |         |
| 3  | 24-10-1988 | Open de Paris-Bercy, Paris    | GP World Series        | 810 000 $   | Moquette (int.) | Paul Annacone John Fitzgerald            | Jim Grabb Christo van Rensburg         | 6-2, 6-2           |         |
| 4  | 30-10-1989 | Open de Paris-Bercy, Paris    | Championship Series    | 1 000 000 $ | Moquette (int.) | John Fitzgerald Anders Järryd            | Jakob Hlasek Éric Winogradsky          | 7-6, 6-4           |         |
| 5  | 29-10-1990 | Open de Paris-Bercy, Paris    | Championship Series SW | 1 650 000 $ | Moquette (int.) | Scott Davis David Pate                   | Darren Cahill Mark Kratzmann           | 5-7, 6-3, 6-4      |         |
| 6  | 28-10-1991 | Open de Paris-Bercy, Paris    | Championship Series SW | 1 650 000 $ | Moquette (int.) | John Fitzgerald Anders Järryd            | Kelly Jones Rick Leach                 | 3-6, 6-3, 6-2      |         |
| 7  | 02-11-1992 | Open de Paris-Bercy, Paris    | Championship Series SW | 1 815 000 $ | Moquette (int.) | John McEnroe Patrick McEnroe             | Patrick Galbraith Danie Visser         | 6-4, 6-2           |         |
| 8  | 01-11-1993 | Open de Paris-Bercy, Paris    | Super 9                | 1 915 000 $ | Moquette (int.) | Byron Black Jonathan Stark               | Tom Nijssen Cyril Suk                  | 4-6, 7-5, 6-2      |         |
| 9  | 31-10-1994 | Open de Paris-Bercy, Paris    | Super 9                | 2 000 000 $ | Moquette (int.) | Jacco Eltingh Paul Haarhuis              | Byron Black Jonathan Stark             | 3-6, 7-6, 7-5      |         |
| 10 | 30-10-1995 | Open de Paris-Bercy, Paris    | Super 9                | 2 000 000 $ | Moquette (int.) | Grant Connell Patrick Galbraith          | Jim Grabb Todd Martin                  | 6-2, 6-2           |         |
| 11 | 28-10-1996 | Open de Paris-Bercy, Paris    | Super 9                | 2 300 000 $ | Moquette (int.) | Jacco Eltingh Paul Haarhuis              | Ievgueni Kafelnikov Daniel Vacek       | 6-4, 4-6, 7-6      |         |
| 12 | 27-10-1997 | Open de Paris-Bercy, Paris    | Super 9                | 2 300 000 $ | Moquette (int.) | Jacco Eltingh Paul Haarhuis              | Rick Leach Jonathan Stark              | 6-2, 7-6           |         |
| 13 | 02-11-1998 | Open de Paris-Bercy, Paris    | Super 9                | 2 300 000 $ | Moquette (int.) | Mahesh Bhupathi Leander Paes             | Jacco Eltingh Paul Haarhuis            | 6-4, 6-2           | Tableau |
| 14 | 01-11-1999 | Open de Paris-Bercy, Paris    | Super 9                | 2 300 000 $ | Moquette (int.) | Sébastien Lareau Alex O'Brien            | Paul Haarhuis Jared Palmer             | 7-67, 7-5          | Tableau |
| 15 | 13-11-2000 | Masters de Paris-Bercy, Paris | Masters Series         | 2 450 000 $ | Moquette (int.) | Nicklas Kulti Max Mirnyi                 | Paul Haarhuis Daniel Nestor            | 6-4, 7-5           | Tableau |
| 16 | 29-10-2001 | BNP Paribas Masters, Paris    | Masters Series         | 2 450 000 $ | Moquette (int.) | Ellis Ferreira Rick Leach                | Mahesh Bhupathi Leander Paes           | 3-6, 6-4, 6-3      | Tableau |
| 17 | 28-10-2002 | BNP Paribas Masters, Paris    | Masters Series         | 2 328 000 $ | Moquette (int.) | Nicolas Escudé Fabrice Santoro           | Gustavo Kuerten Cédric Pioline         | 6-3, 7-66          | Tableau |
| 18 | 27-10-2003 | BNP Paribas Masters, Paris    | Masters Series         | 2 200 000 $ | Moquette (int.) | Wayne Arthurs Paul Hanley                | Michaël Llodra Fabrice Santoro         | 6-3, 1-6, 6-3      | Tableau |
| 19 | 01-11-2004 | BNP Paribas Masters, Paris    | Masters Series         | 2 200 000 $ | Moquette (int.) | Jonas Björkman Todd Woodbridge           | Wayne Black Kevin Ullyett              | 6-3, 6-4           | Tableau |
| 20 | 31-10-2005 | BNP Paribas Masters, Paris    | Masters Series         | 2 200 000 $ | Moquette (int.) | Bob Bryan Mike Bryan                     | Mark Knowles Daniel Nestor             | 6-4, 63-7, 6-4     | Tableau |
| 21 | 30-10-2006 | BNP Paribas Masters, Paris    | Masters Series         | 2 200 000 $ | Moquette (int.) | Arnaud Clément Michaël Llodra            | Fabrice Santoro Nenad Zimonjić         | 7-64, 6-2          | Tableau |
| 22 | 29-10-2007 | BNP Paribas Masters, Paris    | Masters Series         | 2 200 000 $ | Dur (int.)      | Bob Bryan Mike Bryan                     | Daniel Nestor Nenad Zimonjić           | 6-3, 7-63          | Tableau |
| 23 | 27-10-2008 | BNP Paribas Masters, Paris    | Masters Series         | 2 420 000 $ | Dur (int.)      | Jonas Björkman Kevin Ullyett             | Jeff Coetzee Wesley Moodie             | 6-2, 6-2           | Tableau |
| 24 | 09-11-2009 | BNP Paribas Masters, Paris    | Masters 1000           | 2 227 500 € | Dur (int.)      | Daniel Nestor Nenad Zimonjić             | Marcel Granollers Tommy Robredo        | 6-3, 6-4           | Tableau |
| 25 | 08-11-2010 | BNP Paribas Masters, Paris    | Masters 1000           | 2 227 500 € | Dur (int.)      | Mahesh Bhupathi Max Mirnyi               | Mark Knowles Andy Ram                  | 7-5, 7-5           | Tableau |
| 26 | 07-11-2011 | BNP Paribas Masters, Paris    | Masters 1000           | 2 227 500 € | Dur (int.)      | Rohan Bopanna Aisam-Ul-Haq Qureshi       | Julien Benneteau Nicolas Mahut         | 6-2, 6-4           | Tableau |
| 27 | 29-10-2012 | BNP Paribas Masters, Paris    | Masters 1000           | 2 427 975 € | Dur (int.)      | Mahesh Bhupathi Rohan Bopanna            | Aisam-Ul-Haq Qureshi Jean-Julien Rojer | 7-66, 6-3          | Tableau |
| 28 | 28-10-2013 | BNP Paribas Masters, Paris    | Masters 1000           | 2 646 495 € | Dur (int.)      | Bob Bryan Mike Bryan                     | Alexander Peya Bruno Soares            | 6-3, 6-3           | Tableau |
| 29 | 27-10-2014 | BNP Paribas Masters, Paris    | Masters 1000           | 2 884 675 € | Dur (int.)      | Bob Bryan Mike Bryan                     | Marcin Matkowski Jürgen Melzer         | 7-65, 5-7, [10-6]  | Tableau |
| 30 | 02-11-2015 | BNP Paribas Masters, Paris    | Masters 1000           | 3 288 530 € | Dur (int.)      | Ivan Dodig Marcelo Melo                  | Vasek Pospisil Jack Sock               | 2-6, 6-3, [10-5]   | Tableau |
| 31 | 31-10-2016 | BNP Paribas Masters, Paris    | Masters 1000           | 3 748 925 € | Dur (int.)      | Henri Kontinen John Peers                | Pierre-Hugues Herbert Nicolas Mahut    | 6-4, 3-6, [10-6]   | Tableau |
| 32 | 30-10-2017 | Rolex Paris Masters, Paris    | Masters 1000           | 4 273 775 € | Dur (int.)      | Łukasz Kubot Marcelo Melo                | Ivan Dodig Marcel Granollers           | 7-63, 3-6, [10-6]  | Tableau |
| 33 | 29-10-2018 | Rolex Paris Masters, Paris    | Masters 1000           | 4 872 105 € | Dur (int.)      | Marcel Granollers Rajeev Ram             | Jean-Julien Rojer Horia Tecău          | 6-4, 6-4           | Tableau |
| 34 | 28-10-2019 | Rolex Paris Masters, Paris    | Masters 1000           | 5 207 405 € | Dur (int.)      | Pierre-Hugues Herbert Nicolas Mahut      | Karen Khachanov Andrey Rublev          | 6-4, 6-1           | Tableau |
| 35 | 02-11-2020 | Rolex Paris Masters, Paris    | Masters 1000           | 3 343 725 € | Dur (int.)      | Félix Auger-Aliassime Hubert Hurkacz     | Mate Pavić Bruno Soares                | 63-7, 7-67, [10-2] | Tableau |
| 36 | 01-11-2021 | Rolex Paris Masters, Paris    | Masters 1000           | 2 603 700 € | Dur (int.)      | Tim Pütz Michael Venus                   | Pierre-Hugues Herbert Nicolas Mahut    | 6-3, 64-7, [11-9]  | Tableau |
| 37 | 31-10-2022 | Rolex Paris Masters, Paris    | Masters 1000           | 5 415 410 € | Dur (int.)      | Wesley Koolhof Neal Skupski              | Ivan Dodig Austin Krajicek             | 7-65, 6-4          | Tableau |
| 38 | 30-10-2023 | Rolex Paris Masters, Paris    | Masters 1000           | 5 779 335 € | Dur (int.)      | Santiago González Édouard Roger-Vasselin | Rohan Bopanna Matthew Ebden            | 6-2, 5-7, [10-7]   | Tableau |
| 39 | 28-10-2024 | Rolex Paris Masters, Paris    | Masters 1000           | 5 950 575 € | Dur (int.)      | Wesley Koolhof Nikola Mektić             | Lloyd Glasspool Adam Pavlásek          | 3-6, 6-3, [10-5]   | Tableau |